# اچ‌ام‌اس یونیتی (ان۶۶)
اچ‌ام‌اس یونیتی (ان۶۶) (به انگلیسی: HMS Unity (N66)) یک زیردریایی بود که طول آن ۵۸٫۲۲ متر (۱۹۱٫۰ فوت) بود. این زیردریایی در سال ۱۹۳۸ ساخته شد.